# هيرويكا غوايماس
هيرويكا غوايماس (بالإسبانية: Heroica Guaymas) هي مدينة، في المكسيك، تقع في Guaymas Municipality ‏، بلغ عدد سكانها 113,082 نسمة، تبلغ مساحتها 12,206.18 كيلومتر مربع، رمزها البريدي هو 85400.